# ばかのうた
『ばかのうた』は、2010年6月23日に発売された星野源の1stオリジナル・アルバム。

## 概要
インストゥルメンタルバンドSAKEROCKのリーダー、ギター・マリンバ担当、大人計画俳優である星野源のソロデビュー・アルバム。
本作には過去会場限定で販売された自主制作盤と同じく『ばかのうた』と題され、2007年発表のCD付ブック「ばらばら」に収められていた同名楽曲、SAKEROCKの楽曲「老夫婦」「穴を掘る」等の新録ヴァージョンが含まれている。
予算はSAKEROCKと比べ格段に少なく、アルバムの完成後は宣伝費を抑えるため地道に営業を行った。星野は「この頃の必死な活動があるから今があるんだと思うし、発売後しばらくしてどんどん売上枚数が上がっても、金をかけたゴリ押しで売れたのではなく、自分たちの力で売れたのだという実感がありました。」と後に振り返っている。
本作のLPレコードはCDより1週間早く発売されたカクバリズム盤と星野書き下ろしショート・ライナーノーツを封入特典とした2014年2月5日発売のメジャー盤の2種類が存在する。
CDショップ大賞第3回で入選した。

## 収録曲
全作詞･作曲：星野源／作曲：細野晴臣（#13）／全編曲：星野源とみんな
1. ばらばら（3:22）[1]
2. グー（3:33）[1]
3. キッチン（4:16）[1]
4. 茶碗（3:52）[1]
5. デイジーお味噌汁（Instrumental）（1:30）[1]
6. 夜中唄（3:50）[1]
7. 老夫婦（2:01）[1]
8. くせのうた（4:44）[1]
『地球イチバン』（第3シリーズ、NHK総合）エンディングテーマ。
9. 兄妹（2:48）[1]
10. 子供（3:23）[1]
11. さようならのうみ（Instrumental）（2:21）[1]
12. 穴を掘る（2:47）[1]
13. ただいま（3:24）[1]
作曲は細野晴臣が担当[2]。
細野は2011年発表アルバム『HoSoNoVa』で本曲のセルフカバーをしている。
14. ひらめき（2:42）[1]
15. ばかのうた（3:25）[1]

## 参加ミュージシャン
- 星野源
  - Vocal, Acoustic Guitar, Marimba, Mandolin, Banjo, Glockenspiel, Toy Piano, Chorus, Handclap
  - All Instruments (#5.11)
- 伊藤大地：Drums, Handclap
- 伊賀航：Acoustic Bass, Electric Bass, Handclap
- 野村卓史：Piano, Organ, Handclap
- 高田漣：Pedal Steel Guitar, Rezonator Guitar
- 東榮一, 山岸聖太, 赤堀あづさ：Handclap